# A1CF
A1CF‏ (APOBEC1 complementation factor) هوَ بروتين يُشَفر بواسطة جين A1CF في الإنسان.